# Sinovite
Sinovite é uma doença articular caracterizada pela inflamação da membrana sinovial, tecido que reveste as articulações. Quando associada a inflamação do tendão, passa a se chamar tenossinovite. 

## Causa
A inflamação da membrana sinovial costuma estar associada com artrite reumatoide, artrite juvenil e psoríase. Também pode ser associada a febre reumática, tuberculose, trauma físico, lúpus ou gota.

## Sintomas
Assim como outras inflamações, é caracterizada por dor, vermelhidão, calor e inchaço no local. Pode ser um sintoma de artrite reumatoide, gota ou lupus. 
A sinovite subclínica pode ser detectada por ressonância magnética (MRI). As sinovites crônicas podem resultar em degeneração da articulação.

## Tratamento
É tratada com anti-inflamatórios e analgésicos em forma de pomada ou comprimido. Também pode ser tratada com injeção corticosteroide no local da inflamação.